# Otomops secundus
Otomops secundus (Hayman, 1952) è un pipistrello della famiglia dei Molossidi endemico della Nuova Guinea.

## Descrizione

### Dimensioni
Pipistrello di medie dimensioni, con la lunghezza della testa e del corpo tra 68 e 72,2 mm, la lunghezza dell'avambraccio tra 57 e 58,4 mm, la lunghezza della coda tra 33 e 38 mm, la lunghezza del piede tra 9,7 e 11 mm, la lunghezza delle orecchie tra 22,1 e 26,8 mm.

### Aspetto
La pelliccia è corta. Il colore generale del corpo è marrone scuro, con una banda giallo-grigiastra sulle spalle e delle sottili strisce bianche lungo i fianchi all'attaccatura delle ali. Il muso è lungo, il labbro superiore è espansibile, ricoperto di microscopiche pliche cutanee ma privo di setole. Le orecchie sono grandi, lunghe, arrotondate, rivolte in avanti ben oltre la punta del naso ed unite lungo la parte superiore del muso e lungo il margine anteriore, alla cui base sono presenti delle macchie bianche. È privo del trago e dell'antitrago. I piedi sono muniti di setole rigide e biancastre lungo le dita esterne che servo come pettini. La coda è lunga, tozza e si estende per più della metà oltre l'uropatagio. 

## Biologia

### Comportamento
L'attività inizia al tramonto.

### Alimentazione
Si nutre di insetti volanti catturati sopra la volta forestale.

## Distribuzione e habitat
Questa specie è endemica della Nuova Guinea.
Vive nelle foreste fino a 2.000 metri di altitudine.

## Conservazione
La IUCN Red List, 0, classifica O.secundus come specie con dati insufficienti (DD).